# HSPA7
HSPA7‏ (None) هوَ بروتين يُشَفر بواسطة جين HSPA7 في الإنسان.